# Ivan Šubašić
Ivan Šubašić (7 de mayo de 1892-22 de marzo de 1955), político croata yugoslavo de origen austrohúngaro. Miembro del Partido Campesino Croata (HSS), fue nombrado ban de Croacia tras la formación de esta nueva provincia en 1939. Más tarde, durante la Segunda Guerra Mundial, fue primer ministro del último gobierno real. Presionado por los británicos para alcanzar un acuerdo con Josip Broz Tito para formar un gobierno de unidad nacional, formó parte de este, aunque todo el poder quedó en manos del primero.

## Biografía

### Comienzos
Durante la Primera Guerra Mundial luchó como voluntario en el Ejército serbio.

### Entreguerras
Šubašić había servido como intermediario privado entre el rey Alejandro I de Yugoslavia y el dirigente del Partido Campesino Croata Vladko Maček cuando, poco antes de su asesinato, el primero trató de suavizar su dictatura. Más tarde medió entre Maček y el regente Pablo Karađorđević.
El 28 de agosto de 1939, dos días después de la firma del sporazum entre el regente y Maček que trató de normalizar las relaciones entre el régimen y los nacionalistas croatas, Šubašić fue nombrado ban (gobernador) de la nueva provincia croata. Su nombramiento contó con la aprobación de Maček.

### La guerra mundial
Tras haber arrestado a los comunistas más notables como en el resto del país en la víspera de la invasión alemana, huyó de Zagreb en el automóvil del cónsul británico poco antes de la caída de la ciudad en manos germanas, abandonando a los comunistas en manos de las nuevas autoridades colaboracionistas, acción que Tito no le perdonó.
Tras la derrota yugoslava en la invasión del Eje de abril de 1941, Šubašić partió junto con el gobierno al exilio, estableciéndose, sin embargo, en los Estados Unidos, no en Londres.
En el otoño de 1942 se opuso al nombramiento de Constatin Fotić como embajador yugoslavo en los EE. UU., por considerarlo anticroata y antiyugoslavo y un claro representante del nacionalismo panserbio. Cortó entonces su relación con el gobierno en el exilio.

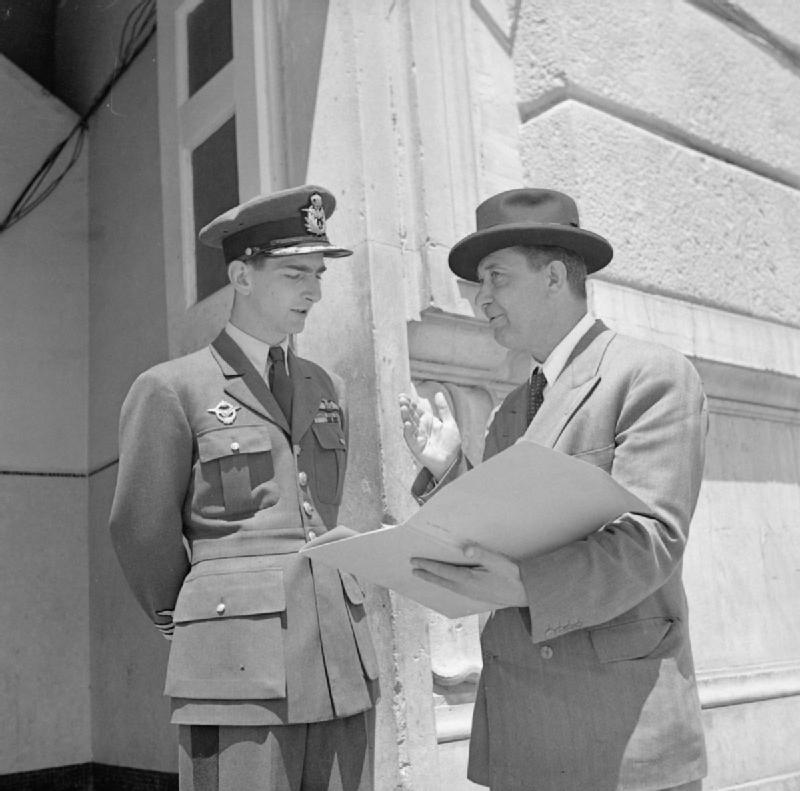
Šubašić junto a Pedro II de Yugoslavia en el verano de 1944.

El rey Pedro lo nombró primer ministro el 1 de junio de 1944. Šubašić se había destacado anteriormente como un moderado partidario de los acuerdos, por lo que fue elegido para tratar de unir a los dirigentes revolucionarios partisanos con los políticos que formaban el exilio yugoslavo y la corona. Šubašić había expresado anteriormente su simpatía por los partisanos y su postura yugoslavista frente a los nacionalistas serbios y croatas, y los británicos lo consideraron el candidato capaz de lograr el acuerdo entre partisanos y monárquicos.

#### Negociaciones con Tito
Durante el verano visitó a Tito en la isla adriática de Vis, se entrevistaron con Churchill y el Alto Mando británico en la región y, al regresar a Gran Bretaña, trajo consigo a dos miembros del AVNOJ que ingresaron en su gabinete.
El 13 de octubre de 1944 a invitación de Tito, se trasladó a Yugoslavia. Belgrado estaba siendo liberada de la ocupación alemana.
Británicos y soviéticos habían expresado su esperanza en que las conversaciones entre ambos diesen como fruto la formación de un gobierno de unidad nacional que pusiese fin al enfrentamiento entre el gobierno en el exilio y el gobierno partisano. Šubašić llegó al cuartel general de Tito el 23 de octubre y las conversaciones continuaron en Belgrado el 28, tras la toma de la capital el 20 del mes. Cuatro días más tarde las misiones de enlace británica y soviética recibieron el anuncio de un preacuerdo que habían alcanzado las dos partes.
Tras una visita de Šubašić a Stalin en la que este se mostró contrario a los "experimentos en comunismo" en Yugoslavia, firmó con Tito nuevos acuerdos el 7 de diciembre de 1944, sobre elecciones para una asamblea constituyente y las propiedades del monarca.
Šubašić confesó a los británicos que el regreso del rey a Yugoslavia quedaba descartado tras sus conversaciones con Tito. Consciente de su derrota política ante Tito, trató de convencer al rey para que aceptase los acuerdos con este como mal menor, para tratar de mantener la monarquía hasta la formación de la asamblea constituyente. Tras largas discusiones y enormes presiones sobre el soberano, reacio a aceptar las condiciones negociadas con el mariscal, el rey cedió el 29 de enero de 1945, encargando a Šubašić la formación de un nuevo gobierno.
En las negociaciones sobre los regentes que debían representar al rey en Yugoslavia Šubašić se mostró en contra de la inclusión del general Dušan Simović, que Tito había aceptado inicialmente.
El nuevo gobierno de unidad, controlado ampliamente por Tito, se formó el 7 de marzo de 1945, único acto de la junta de regencia. De los 28 miembros del gabinete 20 eran antiguos miembros del Consejo Nacional de Liberación y únicamente 3 eran ajenos a los partisanos. Šubašić fue nombrado ministro de Exteriores del gobierno.
Los tres miembros del gabinete no favorables a Tito abandonaron pronto el gobierno. Šubašić, junto con el ministro sin cartera Juraj Šutej, lo hizo el 11 de octubre de 1945.

### Fallecimiento
Šubašić pasó sus últimos años apartado de la vida pública, falleciendo en 1955 en Zagreb; unas 10 000 personas asistieron a su entierro. Se encuentra enterrado en el cementerio de Mirogoj.
| Predecesor: Božidar Purić Milan Nedić (Gobierno de Salvación Nacional de Serbia) | Primer ministro del Reino de Yugoslavia 1944-1945 (Gobierno yugoslavo en el exilio) al mismo tiempo que Josip Broz Tito (Consejo Antifascista de Liberación Nacional de Yugoslavia) | Sucesor: Josip Broz Tito (Gobierno provisional de la Yugoslavia Federal Democrática) |